# Heterogeomys underwoodi
Heterogeomys underwoodi és una espècie de mamífer rosegador de la família dels geòmids. És endèmic de Costa Rica. Fou anomenat en honor de l'ornitòleg i col·leccionista britànic Cecil F. Underwood.